# Nika Prevc
Nika Prevc, slovenska smučarska skakalka, * 15. marec 2005, Kranj. 
Je članica kluba Triglava in slovenske ženske skakalne reprezentance. Na svetovnih prvenstvih je osvojila dve zlati in srebrno medaljo, v svetovnem pokalu pa dve zmagi v skupnem seštevku in 22 posamičnih zmag. 14. marca 2025 je postavila še vedno veljavni svetovni rekord v smučarskih skokih z 236 metri na letalnici Vikersundbakken.

## Kariera
Leta 2021 je v Lahtiju osvojila bronasto medaljo na ekipni tekmi svetovnega mladinskega prvenstva, leta 2022 v Zakopanah zlato na posamični in ekipni tekmi ter srebrno na mešani ekipni tekmi, leta 2023 v Whistlerju pa zlato na mešani ekipni tekmi ter srebrni medalji na posamični in ekipni tekmi. V svetovnem pokalu je debitirala 26. novembra 2021 na tekmi v Nižnem Tagilu, kjer je s 23. mestom tudi prvič osvojila točke svetovnega pokala. 4. decembra 2021 je na tekmi v Lillehammerju dosegla enajsto mesto, 1. januarja 2022 pa se je na tekmi v Ljubljen ob Savinji s sedmim mesto prvič uvrstila v deseterico.
10. februarja 2023 se je prvič uvrstila na stopničke s tretjim mestom na posamični tekmi v Hinzenbachu. 16. decembra 2023 je v Engelbergu dosegla svojo prvo zmago v svetovnem pokalu. 30. januarja je dosegla svojo drugo zmago na tekmi v Garmisch-Partenkirchnu in s petim mestom na novoletni tekmi v Oberstdorfu osvojila prvo izvedbo Turneje dveh večerov. 3. januarja 2024 je z zmago v Beljaku prvič prevzela vodstvo v skupnem seštevku svetovnega pokala. 19. januarja se je s svojo peto zmago v Zau izenačila z Niko Križnar kot najuspešnejša slovenska skakalka po številu posamičnih zmag, 28. januarja pa jo je prehitela z zmago na skakalnici Savina v Ljubnem ob Savinji. 17. marca si je zagotovila veliki kristalni globus za skupno zmago v skupnem seštevku svetovnega pokala tekmo pred koncem sezone z enajstim mestom na poletih v Vikersundu.
Sezono 2024/25 je začela z zmago na prvi tekmi v Lillehammerju, nato je ponovno zmagala na peti tekmi sezone v Engelbergu. Drugič zapored je osvojila skupno zmago na Turneji dveh večerov z zmago na obeh tekmah turneje v Garmisch-Partenkirchnu in Oberstdorfu. Po krajši krizi v sredini sezone, ko je na sedmih tekmah dosegla edino zmago na prvi tekmi v Zau, je v nadaljevanju dosegla zmagi na obeh tekmah v Lake Placidu, Ljubnem ob Savinji in Hinzenbachu. Na svetovnem prvenstvu v Trondheimu je kot prva skakalka v zgodovini osvojila naslov prvakinje na srednji in veliki skakalnici, ob tem pa še srebrno medaljo na mešani ekipni tekmi. Z zmagama na tekmah v Oslu in Vikersundu, kjer je z 236 metri postavila nov svetovni rekord, je osvojila turnejo Raw Air, tudi na zadnjem prizorišču sezone v Lahtiju je zmagala na obeh tekmah. Z osvojenimi 1933-imi točkami v sezoni je postavila nov rekord, z desetimi zaporednimi zmagami v svetovnem pokalu in petnajstimi v eni sezoni pa je izenačila rekorda Sare Takanaši.

## Osebno življenje
Njena starša sta Božidar in Julijana Prevc, rodila se je v Kranju, z družino živi v Dolenji vasi. Ima tri starejše brate in mlajšo sestro. Njeni bratje Peter, Cene in Domen so oz. so bili prav tako smučarski skakalci. Njen oče ima pohištveni salon, ob tem je tudi sodnik smučarskih skokov.

## Svetovni pokal

### Skupna uvrstitev
| Sezona  | Uvrstitev | Točke |
| ------- | --------- | ----- |
| 2021/22 | 22.       | 199   |
| 2022/23 | 19.       | 366   |
| 2023/24 | 1.        | 1454  |
| 2024/25 | 1.        | 1933  |

### Posamične zmage
| Št. | Sezona  | Datum             | Prizorišče             | Skakalnica                 | Velikost  |
| --- | ------- | ----------------- | ---------------------- | -------------------------- | --------- |
| 1   | 2023/24 | 16. december 2023 | Engelberg              | Gross-Titlis-Schanze HS140 | velika    |
| 2   | 2023/24 | 30. december 2023 | Garmisch-Partenkirchen | Große Olympiaschanze HS142 | velika    |
| 3   | 2023/24 | 3. januar 2024    | Beljak                 | Villacher Alpenarena HS98  | srednja   |
| 4   | 2023/24 | 4. januar 2024    | Beljak                 | Villacher Alpenarena HS98  | srednja   |
| 5   | 2023/24 | 19. januar 2024   | Zao                    | Jamagata HS102             | srednja   |
| 6   | 2023/24 | 28. januar 2024   | Ljubno ob Savinji      | Savina HS94                | srednja   |
| 7   | 2023/24 | 13. marec 2024    | Trondheim              | Granåsen HS138             | velika    |
| 8   | 2024/25 | 23. november 2024 | Lillehammer            | Lysgårdsbakken HS140       | velika    |
| 9   | 2024/25 | 21. december 2024 | Engelberg              | Gross-Titlis-Schanze HS140 | velika    |
| 10  | 2024/25 | 31. december 2024 | Garmisch-Partenkirchen | Große Olympiaschanze HS142 | velika    |
| 11  | 2024/25 | 1. januar 2025    | Oberstdorf             | Schattenbergschanze HS137  | velika    |
| 12  | 2024/25 | 24. januar 2024   | Zao                    | Jamagata HS102             | srednja   |
| 13  | 2024/25 | 7. februar 2025   | Lake Placid            | MacKenzie Int. HS128       | velika    |
| 14  | 2024/25 | 8. februar 2025   | Lake Placid            | MacKenzie Int. HS128       | velika    |
| 15  | 2024/25 | 15. februar 2025  | Ljubno ob Savinji      | Savina HS94                | srednja   |
| 16  | 2024/25 | 16. februar 2025  | Ljubno ob Savinji      | Savina HS94                | srednja   |
| 17  | 2024/25 | 22. februar 2025  | Hinzenbach             | Aigner-Schanze HS90        | srednja   |
| 18  | 2024/25 | 22. februar 2025  | Hinzenbach             | Aigner-Schanze HS90        | srednja   |
| 19  | 2024/25 | 13. marec 2025    | Oslo                   | Holmenkollbakken HS134     | velika    |
| 20  | 2024/25 | 15. marec 2025    | Vikersund              | Vikersundbakken HS240      | letalnica |
| 21  | 2024/25 | 20. marec 2025    | Lahti                  | Salpausselkä HS130         | velika    |
| 22  | 2024/25 | 21. marec 2025    | Lahti                  | Salpausselkä HS130         | velika    |